# Hygieia-Brunnen (Hamburg)

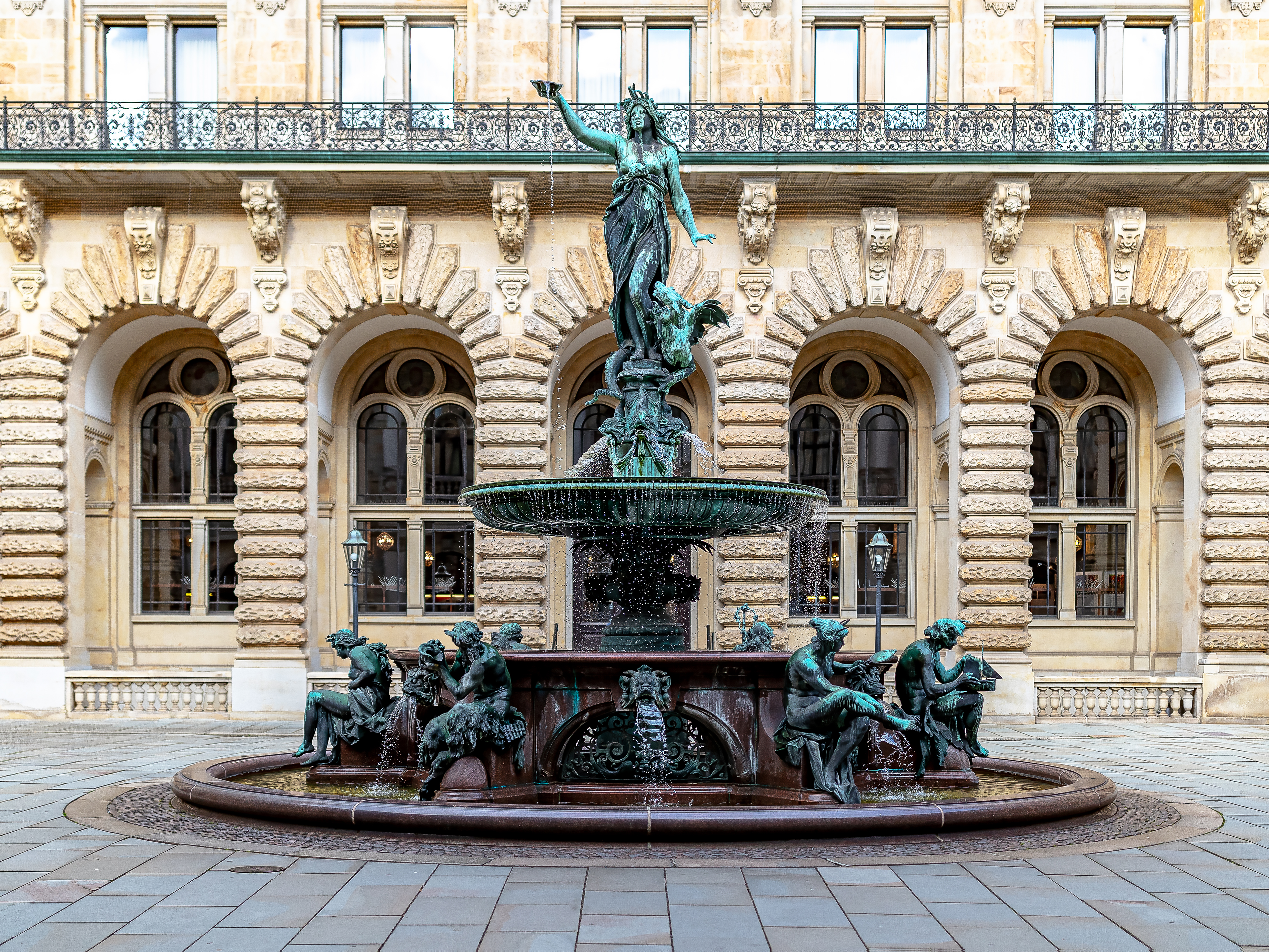
Hygieia-Brunnen

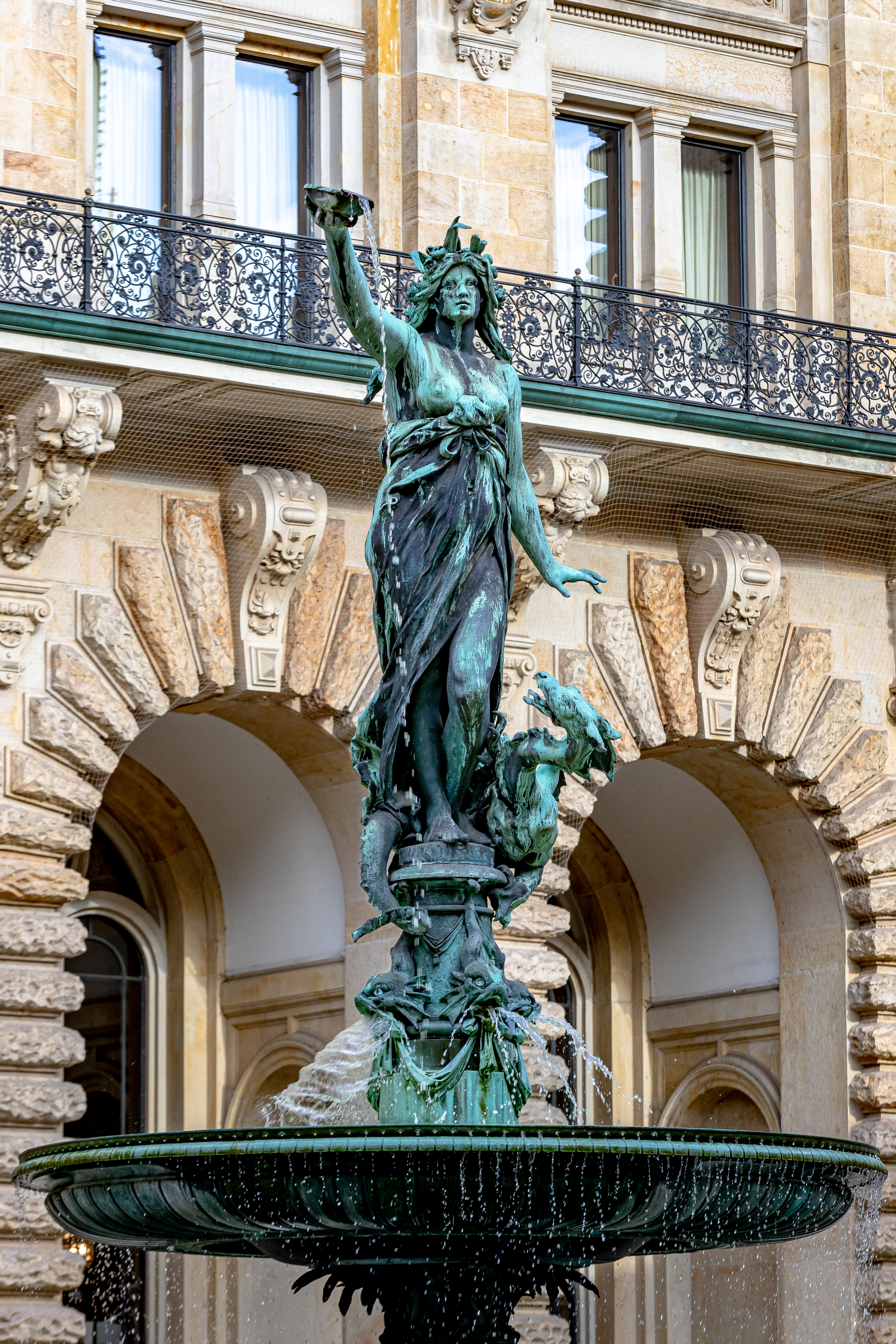
Hygieia mit kleiner Schale und Drachen zu ihren Füßen

Der Hygieia-Brunnen befindet sich im Innenhof des Hamburger  Rathauses. Er wurde 1896 erbaut, gestaltet vom Bildhauer Joseph von Kramer (1841–1908) aus München, einem Bruder des Architekten Theodor von Kramer. Der Brunnen wurde als Erinnerung an die Choleraepidemie von 1892 errichtet, bei der über 8000 Hamburger starben. Er ist als Kulturdenkmal mit der Objekt-ID 12066 ausgewiesen.

## Ursprüngliche Planung
Ursprünglich sollte mit dem Brunnen der Seehandel der Hafenstadt Hamburg dargestellt werden. Als zentrale Figur war der Handelsgott Merkur vorgesehen. Angesichts der Dramatik der Choleraepidemie hat man sich umentschieden und Hygieia ins Zentrum gestellt, die griechische Göttin der Gesundheit und Namensgeberin der Hygiene.

## Beschreibung
Der Brunnen ist im Grundaufbau dreistöckig gestaltet. Oben befindet sich eine bronzene Brunnenschale, von der das überlaufende Wasser in ein darunter liegendes ringförmiges Becken fällt. Von dort sprudelt es über Wasserspeier in ein ebenfalls ringförmiges unteres Auffangbecken.
Im Zentrum – über der Brunnenschale – steht die Bronzestatue der Hygieia. Sie hält eine kleine Schale hoch, die so geneigt ist, dass bei Betrieb des Brunnens das überlaufende Wasser in die Brunnenschale fällt. Zu Füßen der Göttin ist ein Drache zu sehen, der symbolisch für die besiegte Cholera steht.
Rund um das mittlere Becken herum, mit den Füßen fast im Wasser des unteren Beckens, sitzen sechs Bronzefiguren (siehe Galerie unten), die den Nutzen und die Verwendung des Wassers veranschaulichen sollen.

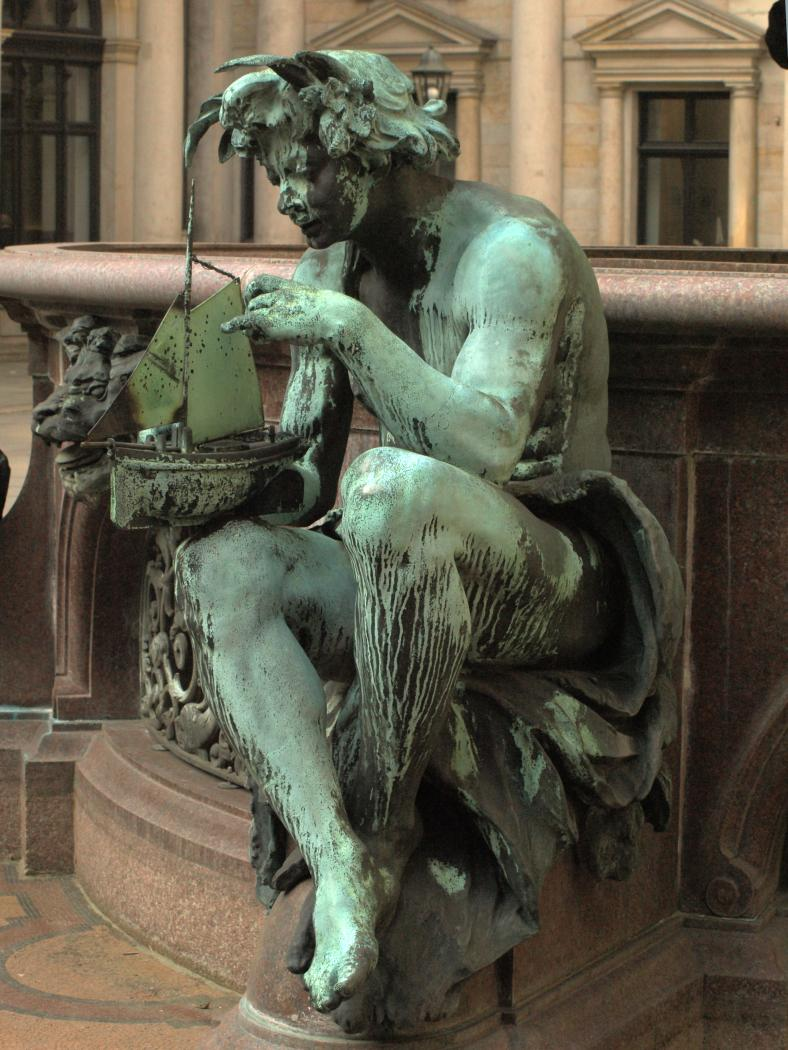
Mann mit Schiff
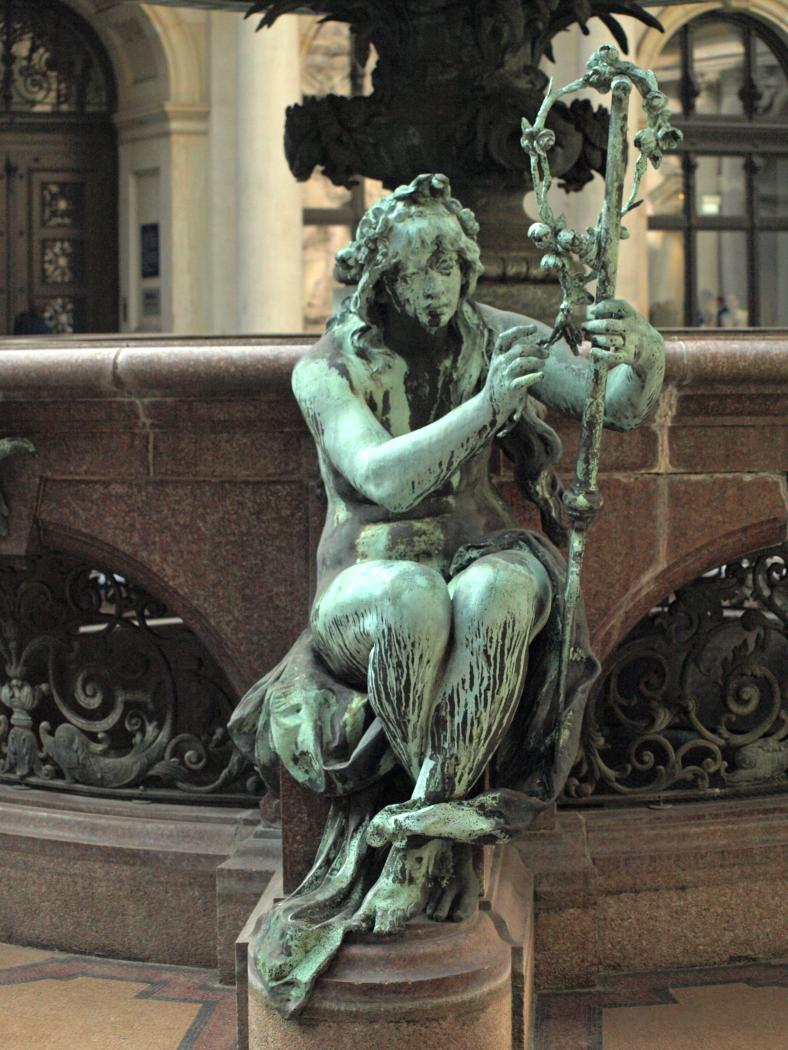
Frau mit Kranz
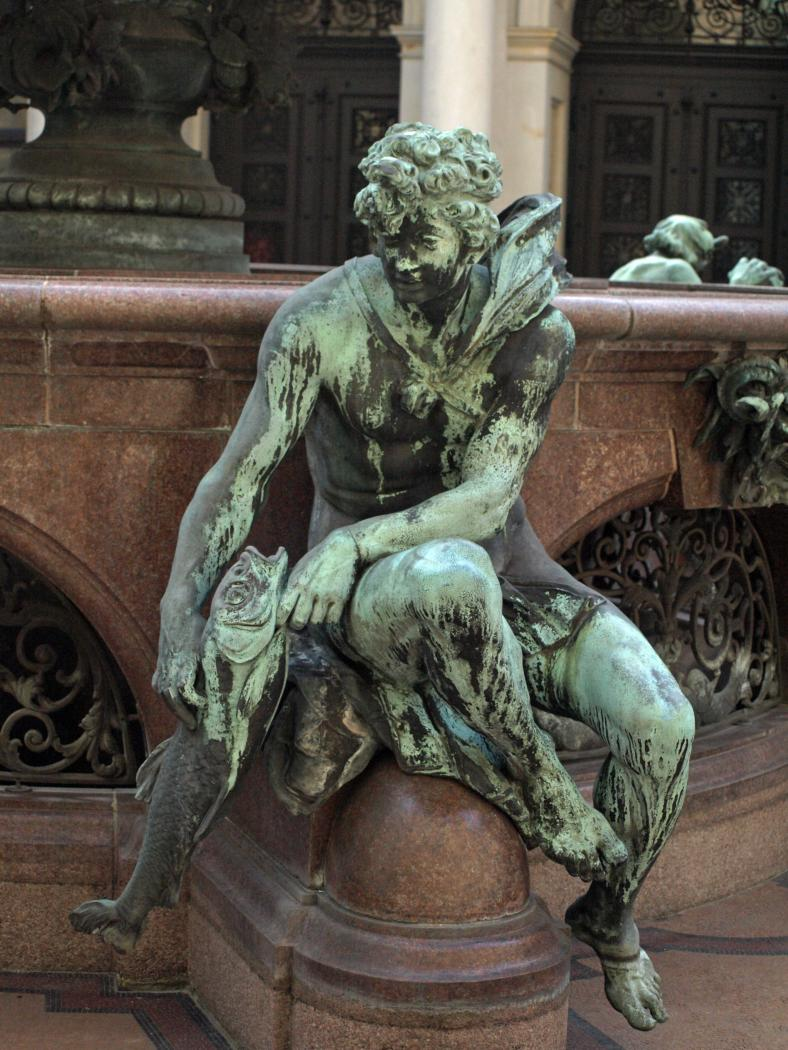
Mann mit Fisch
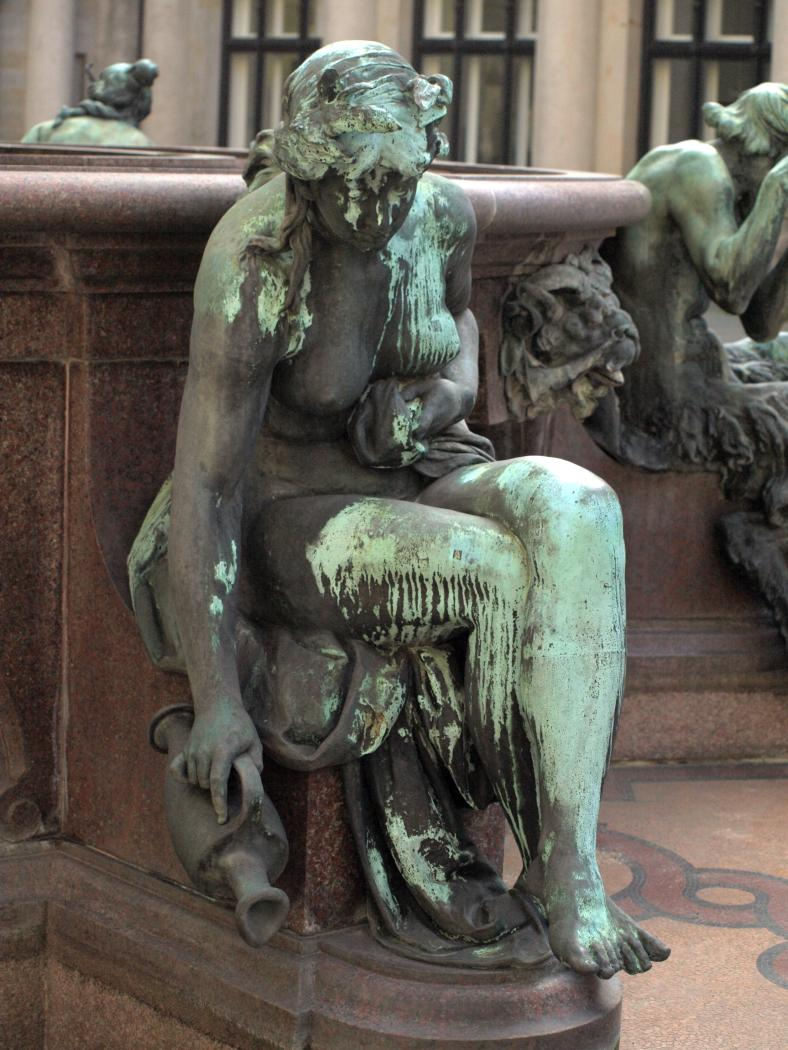
Frau mit Krug
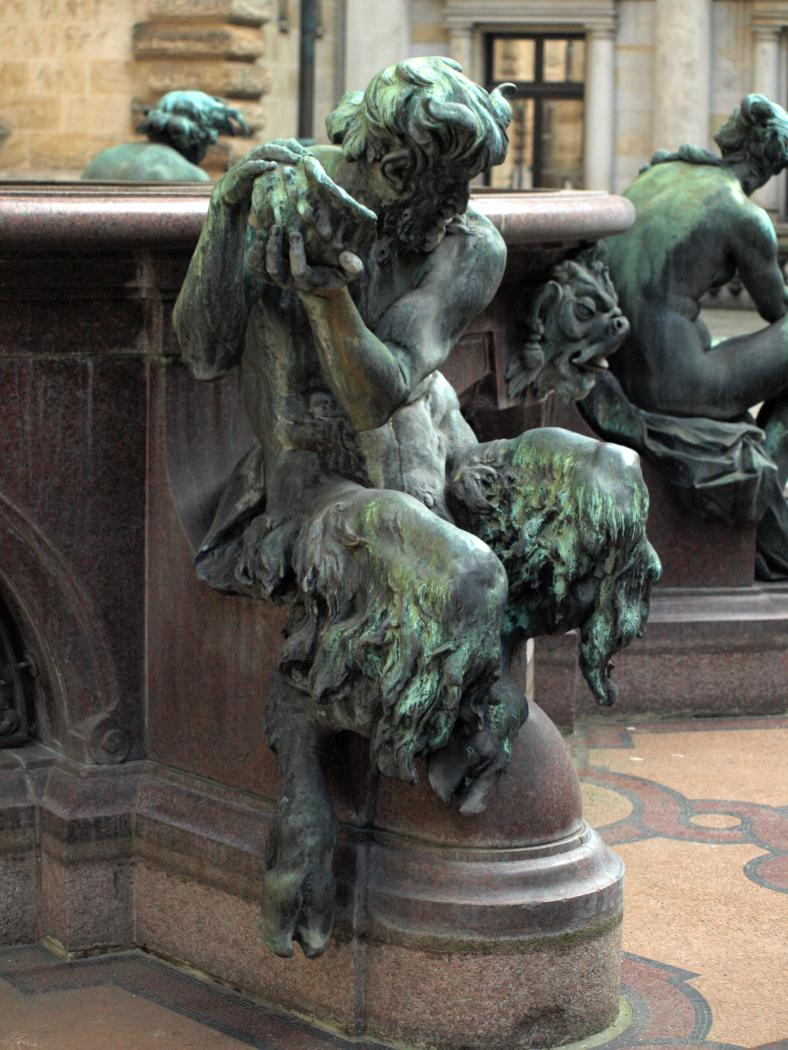
Faun mit Muschel
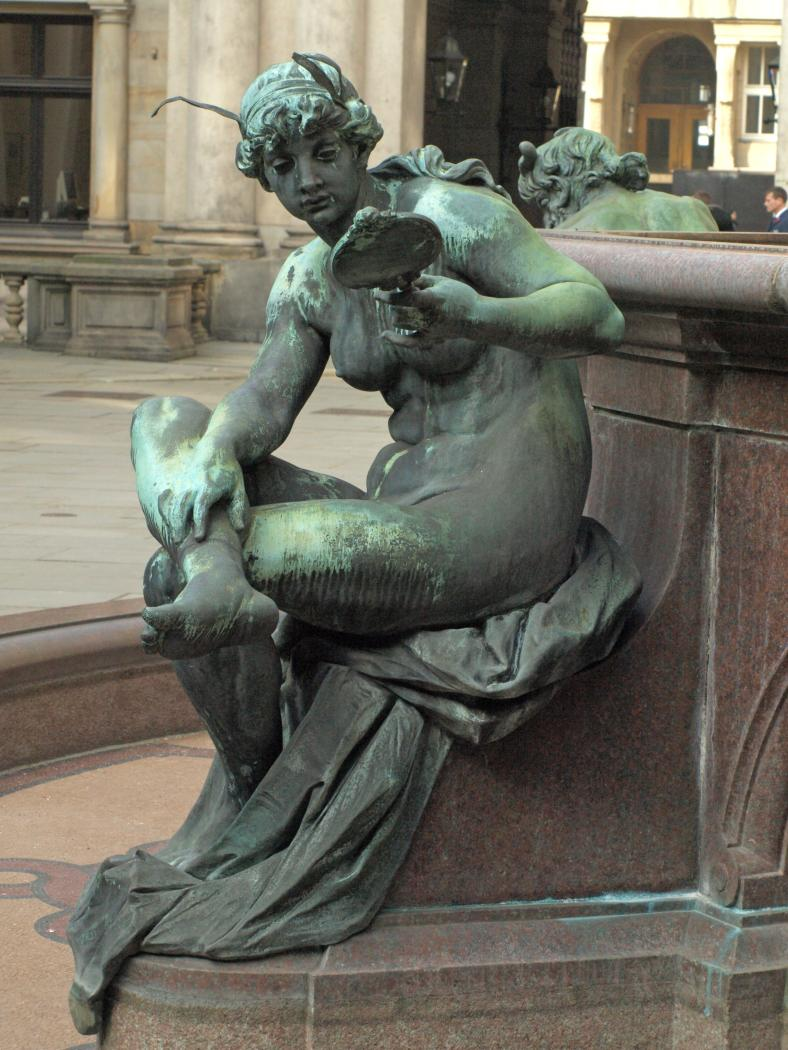
Frau mit Spiegel

## Technische Bedeutung

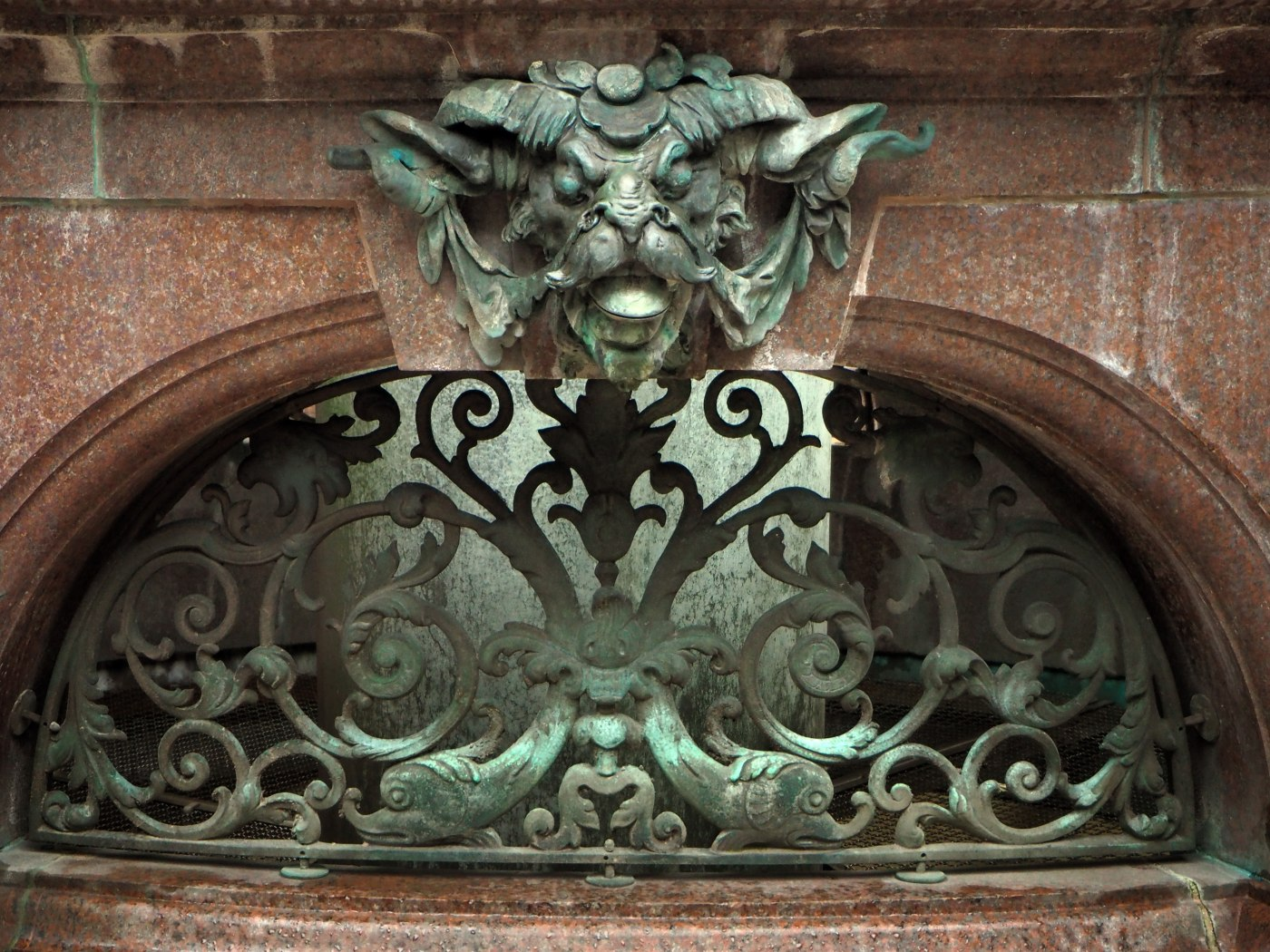
Öffnung zur Klimatisierung

Im Sockel des Brunnens befinden sich mit Ziergittern versehene, bogenförmige Öffnungen. Hier wird die Luft angesaugt, mit der die Innenräume des Hamburger Rathauses klimatisiert werden. Dabei nutzt man die kühlende Wirkung des bewegten Brunnenwassers.